# Manchester 62 Football Club
Cet article concerne le club gibraltarien de football. Pour le club anglais de football, voir Manchester United Football Club.
Maillots
Le Manchester 62 Football Club est un club de football basé à Gibraltar. Fondé en 1962, il évolue en deuxième division gibraltarienne.

## Histoire
Le club est fondé en 1962. Son nom originel est Manchester United Football Club, en honneur au club anglais homonyme, et dont l'usage a été autorisé par Matt Busby. L'équipe est inscrite en deuxième division en octobre 1962 et dispute sa première rencontre officielle en février 1963. Le club connaît par la suite une période de domination dans les années 1970, remportant le championnat à quatre reprises entre 1975 et 1980.

### Repères historiques
- 1962 : fondation du club sous le nom de Manchester United
- 2000 : le club est renommé Manchester United Eurobet
- 2002 : le club est renommé Manchester United
- 2009 : le club est renommé Manchester United Digibet
- 2013 : le club est renommé Manchester 62

## Bilan sportif

### Palmarès
- Championnat de Gibraltar (7) :
  - Champion : 1975, 1977, 1979, 1980, 1984, 1995 et 1999.
  - Vice-champion : 1994, 2000, 2001, 2003, 2006 et 2007.

- Championnat de Gibraltar D2 (1) :
  - Champion : 1974.

- Coupe de Gibraltar (3) :
  - Vainqueur : 1974, 1977, 1980 et 2003.
  - Finaliste : 2013.

- Coupe de la Ligue (7) :
  - Vainqueur : 1976, 1977, 1981, 1985, 1986, 1995 et 1999.
  - Finaliste : 2004, 2006, 2008, 2014.

- Supercoupe de Gibraltar (2) :
  - Vainqueur : 2003 et 2006.
  - Finaliste : 2004, 2007, 2008 et 2014.

### Bilan par saison
| Saison    | Championnat | Championnat | Championnat | Championnat | Championnat | Championnat | Championnat | Championnat | Championnat | Championnat | Coupe de Gibraltar | Coupe de la Ligue |
| Saison    | Division    | Pos         | Pts         | J           | V           | N           | D           | BP          | BC          | Diff        | Coupe de Gibraltar | Coupe de la Ligue |
| --------- | ----------- | ----------- | ----------- | ----------- | ----------- | ----------- | ----------- | ----------- | ----------- | ----------- | ------------------ | ----------------- |
| 2007-2008 | 1re         | 5e          | 13          | 16          | 2           | 7           | 7           | 20          | 28          | -8          | Demi-finales       | Finale            |
| 2008-2009 | 1re         | 7e          | 7           | 12          | 2           | 1           | 9           | 11          | 33          | -22         | Deuxième tour      | —                 |
| 2009-2010 | 1re         | 5e          | 19          | 18          | 4           | 7           | 7           | 28          | 39          | -11         | Quarts de finale   | —                 |
| 2010-2011 | 1re         | 3e          | 27          | 20          | 8           | 3           | 9           | 34          | 31          | +3          | Deuxième tour      | —                 |
| 2011-2012 | 1re         | 3e          | 31          | 20          | 9           | 4           | 7           | 35          | 31          | +4          | Quarts de finale   | —                 |
| 2012-2013 | 1re         | 3e          | 23          | 15          | 7           | 2           | 6           | 22          | 31          | -9          | Finale             | —                 |
| 2013-2014 | 1re         | 2e          | 30          | 14          | 9           | 3           | 2           | 37          | 10          | +27         | Demi-finales       | Finale            |
| 2014-2015 | 1re         | 5e          | 27          | 21          | 7           | 6           | 8           | 22          | 25          | -3          | Deuxième tour      | Phase de groupes  |
| 2015-2016 | 1re         | 6e          | 32          | 27          | 9           | 5           | 13          | 41          | 49          | -8          | Demi-finales       | —                 |
| 2016-2017 | 1re         | 9e          | 17          | 27          | 4           | 5           | 18          | 27          | 60          | -33         | Quarts de finale   | —                 |
| 2017-2018 | 1re         | 10e         | 7           | 27          | 0           | 7           | 20          | 20          | 88          | -68         | Deuxième tour      | —                 |
| 2018-2019 | 2e          | 4e          | 37          | 18          | 12          | 1           | 5           | 54          | 27          | +27         | Deuxième tour      | —                 |
| 2019-2020 | 1re         | 9e          | 19          | 18          | 6           | 1           | 11          | 21          | 49          | -28         | Premier tour       | —                 |
| 2020-2021 | 1re         | 9e          | 17          | 18          | 5           | 2           | 11          | 25          | 60          | -35         | Demi-finales       | —                 |

Légende
- Vainqueur de la compétition
- Vice-champion ou finaliste de la compétition
- Troisième de la compétition
- Promu en division supérieure
- Relégué en division inférieure

## Identité visuelle

Ancien logo
Ancien logo
Logo actuel